# Famenne & Art Museum
Le Famenne & Art Museum (ou FAM) est un musée belge consacré aux différents aspects de la vie en Famenne ainsi qu’au plasticien  Remy Van den Abeele et, par extension, à l’art des XXe et XXIe siècles. Il est abrité dans la maison Jadot, ensemble de bâtiments datant du XVIIe et du XVIIIe siècle, situé dans le centre historique de Marche-en-Famenne, parfois qualifiée de capitale de cette région.

## Historique
Inauguré en 1989 à l'initiative de la Ville de Marche, le musée s’est successivement appelé "Musée de la Ville de Marche"," Musée de la Famenne", "Musée des Francs et de la Famenne", avant d'être renommé "Famenne & Art Museum" en avril 2017.

## Le bâtiment
La Maison Jadot est un bâtiment classé. Bel  exemple de l’habitat de prestige de son époque, elle se compose d’un ensemble de bâtiments dont les parties constitutives remontent au XVIIe siècle, à 1776 et au XIXe siècle.
La maison a notamment été la propriété de Jean d’Ochain seigneur d’Aye et maïeur de la ville, avant de devenir la propriété de son épouse, Jeanne de Soy. Le second bâtiment de l'ensemble est construit en 1776 à l'initiative de Godefroy Marie d'Ochain. Ce bâtiment compte de nombreuses cheminées de marbres, des plafonds stuqués et une authentique cage d’escalier Louis XV.
En 1807, la famille des notaires Jadot (qui laissa son nom à la maison) fait acquisition du bien et le possédera jusqu’en 1979, date à laquelle la ville de Marche s’en porte acquéreur. Ce sont les Jadot qui sont à l’origine de la dernière extension, réalisée au XIXe siècle, et qui permettra de relier les deux bâtiments existants de l’ensemble, à l’origine indépendants.
La demeure, située au cœur du centre historique, est entourée d’un vaste parc qui la distingue de l’habitat environnant. Il se compose d’un espace arboré, d’un jardin à la française et d’une cour d’honneur.
C'est en 1911 que le château Jadot vient compléter cet ensemble. Son style tranche singulièrement, tant à l’intérieur qu’à l’extérieur, avec le bâti marchois. La maison, tout comme le château, ont fait l’objet de rénovations en 2012, 2018 et 2019.
D’après les archives découvertes par  Benoit Georges, il semblerait  que le comte de Provence (futur roi Louis XVIII) y ait logé lors de sa fuite en juin 1791.

## Les collections
Le FAM présente deux collections complémentaires. Dans l’aile XVIIIe se trouvent les collections d’histoire et d’archéologie de la Famenne, tandis que les bâtiments du XVIIe et du XIXe abritent les expositions temporaires et les collections d'art contemporain, via le musée Remy Van den Abeele. En tout, ce sont plus de 350 pièces y qui sont présentées.

### Collections régionales
Les collections régionales du musée de la Famenne mènent le visiteur de l’époque mérovingienne au XXIe siècle. Elles relèvent du domaine de l’archéologie, de l’ethnologie, de la géologie, des arts, et de l’artisanat. Se déployant sur trois niveaux, le parcours de visite permet également de découvrir les décors anciens de la demeure prestigieuse dans laquelle il se situe. Le visiteur pourra y observer de multiples objets mérovingiens,  carolingiens et médiévaux de la région (bijoux, verres, armes, etc.), diverses statues du Maître de Waha (un des représentants les plus savoureux de la sculpture gothique tardive), ainsi que différents objets liés à l’artisanat régional (meubles, dentelles, photographies, marbres, etc.).
Depuis 2020, les collections régionales du musée présentent également des peintures de paysages, dont des œuvres d’André Hallet, Oswald Poreau, Alfred Martin…mais aussi des plus contemporains Yves Piedboeuf et Charles-Henry Sommelette.

### Collections contemporaines
Les collections contemporaines du FAM sont présentées au sein du musée Remy Van den Abeele. Ce lieu met en avant le travail protéiforme du plasticien Remy Van den Abeele. Cet artiste, qui fréquenta à ses débuts le milieu surréaliste du Hainaut, a tracé sa propre voie en perfectionnant sans cesse sa technique picturale et en multipliant les expérimentations. Les nombreuses références à l’art de son temps qui nourrissent en partie son travail lui permettent de constituer un point de vue original pour aborder l’art de la seconde moitié du XXe siècle et d’aujourd’hui.
Les multiples facettes du travail de Van den Abeele - œuvres picturales, dessins, croquis, sculptures - sont dévoilées à travers les différentes pièces du musée qui prend la forme d’un appartement de collectionneur, avec un salon, un bureau et un salon, bureau, cabinet de curiosité.

## Expositions temporaires
Une à deux fois par an, le musée propose des expositions temporaires. Les sujets abordés sont variés et alternent autour de ces deux thématiques clefs : la Famenne et l'art contemporain, via les œuvres de Remy Van den Abeele.
Liste des expositions temporaires :
- Des meubles et des hommes (4 octobre - 16 novembre 1997)
- Le Maître de Waha (1er juin – 31 août 2000)
- Hommage à Remy Van den Abeele, peintre surréaliste belge 1918-2006 (5 juin - 31 août 2009)
- Marche-en-Famenne à l’aube du XXe siècle. Exposition de cartes postales méconnues (7 octobre 2013 – 17 mars 2014)
- Gardez la pose. Léon Peret Photographe marchois (29 mars 2014 – 31 août 2015 )
- 1914-1918, Période noire - Chambre noire (24 avril – 29 juin 2015)
- 4 paysagistes actuels de la Famenne (11 juin – 25 novembre 2016)
- Remy Van den Abeele en rage (29 septembre 2018 – 27 février 2019)
- Van den Abeele & Delcol. Remy versus Roland (30 mars – 31 août 2019)
- Paysages anciens de la Famenne (5 octobre 2019 – 29 février 2020)
- Cactus Inébranlable[7]. Quand littérature et arts se rencontrent (19 mai – 31 juillet 2020)
- Curieuses & Curieux. Objets précieux, insolites ou improbables (1er septembre - 31 octobre 2020)
- Mercédès Legrand (19 décembre 2020 - 30 avril 2021)
- Brique un jour, briques toujours (5 juin - 30 septembre 2021)
- Le Maître de Waha. Un anonyme populaire... (30 avril - 31 août 2022)
- The Second Life of Musical Instruments (15 septembre 2022 - 5 mars 2023)
- Presse & Art (28 avril - 27 août 2023)
- La Belle Époque par Florent Collin, photographe marchois (24 février 2024 - 31 janvier 2025)
- Van de Woestyne - Van den Abeele. Univers parallèles (26 avril - 24 août 2025)

## Autres activités
Le FAM propose un cycle de conférences par an, qui approfondit des thématiques évoquées dans le parcours muséal. Le FAM propose également de multiples activités familiales récurrentes, comme la journée d'archerie, des soirées pyjama, la chasse aux œufs de pâques, des visites de la ville de Marche, de l'église Saint-Etienne de Waha, de l'église Saint-Remacle de Marche, etc.

## Missions
La première mission du musée est la conservation et l'étude d’un patrimoine historique et artistique local et de l’œuvre de Remy Van den Abeele. Le Famenne & Art Museum a également une vocation pédagogique. En effet, le FAM propose aux écoles primaires et secondaires des activités spécialement conçues pour elles, en lien avec le programme scolaire.Elles visent à la découverte ludique et participative de la région de la Famenne, ainsi que de l’art contemporain.

## Centre de documentation
Le centre de documentation du FAM se concentre sur l’histoire, le patrimoine, les conditions géographiques et naturelles en Famenne, mais aussi l’art belge du XXe siècle. Il contient plus de 2 000 ouvrages, dont le catalogue (en cours d’encodage) est disponible en ligne. Ces ouvrages sont disponibles pour consultation, sur place et sur rendez-vous uniquement.

## Publications
- Henri Bourguignon, Marche-en-Famenne, Recherches historiques, Marche-en-Famenne, Ville de Marche-en-Famenne, 2013réédition augmentée
- Thibault Cassart (dir.), Instantanés inédits marchois, Marche-en-Famenne, Musée de la Famenne, 2017.
- Thibault Cassart (dir.), Instantanés inédits marchois 2, Marche-en-Famenne, Famenne & Art Museum, 2018.
- Thibault Cassart, Quatre paysagistes actuels de la Famenne, Marche-en-Famenne, Musée de la Famenne, 2015.
- Michel Lefftz et Muriel van Ruymbeke, Le maître du calvaire de Waha, Marche-en-Famenne, Musée des Francs et de la Famenne, 2000.
- André Noël et Muriel van Ruymbeke, Joseph Chignesse (Hotton 1734 – Bande 1805), maître-menuisier et son atelier, Marche-en-Famenne, Musée de la Famenne, 1997.
- Maurice Petit, Il fallait faire quelque chose ! Agents de Renseignement et d’Action 1940-1945. Hotton, La Roche-en-Ardenne, Marche-en-Famenne et Rendeux, Marche-en-Famenne, Famenne & Art Museum, 2019.
- Jean-Philippe Querton (dir.), Cactus inébranlable, des couvertures piquantes. Catalogue de l’exposition, Marche-en-Famenne, Famenne & Art Museum, 2020.
- Francis Roufosse, Il était une fois Marche-en-Famenne, t. 1 : Des origines à 1700, Marche-en-Famenne, Musée de la Famenne, 2013.
- Francis Roufosse, Il était une fois Marche-en-Famenne, t. 2 : De 1701 à 1900, Marche-en-Famenne, Musée de la Famenne, 2013.
- Francis Roufosse, Il était une fois Marche-en-Famenne, t. 3 : De 1901 à 2000, Marche-en-Famenne, Musée de la Famenne, 2013.
- Luc Templier (dir.), Hommage à Remy Van den Abeele. Peintre surréaliste belge, 1918-2006, Marche-en-Famenne, Musée de la Famenne, 2009.
- Luc Templier (dir.), Le site du Monument à Marche-en-Famenne. Un haut lieu de pèlerinage…Oublié. Actes du Colloque, 12 avril 2008, Marche-en-Famenne, Musée de la Famenne, 2009.
- Dominique van Isterdael et Thibault Cassart, 1914-1918 « Période noire, chambre noire ». La vie à Marche-en-Famenne et sa région, Marche-en-Famenne, Musée de la Famenne, 2015.